# Kondorfa
Kondorfa là một thị trấn thuộc hạt Vas, Hungary. Thị trấn này có diện tích 21,61 km², dân số năm 2010 là 539 người, mật độ 25 người/km².